# Juan Rafael
Juan Rafael Zafra Rodríguez (Alcalá de Guadaíra, 1981) es un cocinero español. Es chef y propietario del restaurante Estimar en Barcelona y Madrid, así como del restaurante Jondal en Ibiza.

## Biografía profesional
Rafa Zafra es un cocinero español que inició su formación culinaria en la Escuela de Hostelería de Sevilla, El Heliópolis. Posteriormente, se incorporó al equipo de cocina de la Hacienda Benazuza: El Bulli Hotel, donde fue nombrado jefe de cocina. Con 26 años, obtuvo dos estrellas Michelin, convirtiéndose en uno de los chefs más jóvenes de España en alcanzar este reconocimiento.
Durante el cierre invernal del hotel, se trasladaba al restaurante El Bulli de Ferran Adrià, con tres estrellas Michelin, para conocer las técnicas y los platos de cada temporada y actualizar los menús.
Posteriormente, colaboró con Albert Adrià en el desarrollo y apertura del restaurante Tickets en Barcelona. 
En 2016, Zafra abrió el restaurante Estimar, definido por Ferran Adrià como "la marisquería del siglo XXI". Este establecimiento recibió dos Soles de la Guía Repsol y fue reconocido durante dos años consecutivos como el mejor restaurante en la categoría de Formato Casual Gourmet de Europa por la Guía OAD. 

## Proyecto de investigación
En 2022, el chef Rafa Zafrainició el proyecto GastroBio, una iniciativa centrada en la investigación y divulgación de la biología marina, la pesca y la gastronomía. Su objetivo principal es fomentar la trazabilidad completa de los productos marinos, cubriendo todas las etapas, desde la captura hasta su presentación en la mesa. El proyecto busca generar conciencia sobre el consumo responsable de pescado y marisco, promoviendo prácticas sostenibles que contribuyan a la preservación de los ecosistemas marinos.
Para llevar a cabo este propósito, el proyecto financia la formación e investigación de un biólogo marino, Arnau Subías, quien trabaja en la integración de biología marina, pesca y gastronomía. GastroBio pone un énfasis especial en la sostenibilidad y en la importancia de conocer el origen y el recorrido de los productos del mar.
La iniciativa ha sido reconocida en diversos medios de comunicación, como el diario ABC, que ha destacado su enfoque en la preservación de las especies marinas y la promoción de un consumo consciente y sostenible.

## Obra literaria en desarrollo
Actualmente, trabaja junto con Joan Sarabia, fundador de la editorial Abalon Books y reconocido con el Premio Nacional de Gastronomía en 2021, en la futura publicación de un libro.
El libro analiza la investigación y selección de productos marinos de alta calidad, con un enfoque en los recorridos realizados por Zafra por algunos de los puertos pesqueros más destacados de España. A través de estas visitas, el autor documenta el proceso de captura y las prácticas empleadas por los pescadores locales.
La obra incorpora los estudios de investigación de GastroBio, que promueve el conocimiento detallado de los productos marinos, incluyendo sus características biológicas, su ciclo de vida, los métodos de pesca y su consumo. Este enfoque combina la sostenibilidad y el estudio de los recursos marinos, integrándolos en la práctica culinaria.
El libro se organiza en capítulos, cada uno dedicado a un producto marino específico, como la ostra, la angula y la gamba roja. En cada capítulo, el autor colabora con chefs especializados en productos del mar para desarrollar y aplicar diversas técnicas culinarias. Este enfoque combina conocimientos tradicionales e innovación, estableciendo un puente entre la biología marina, la sostenibilidad y la gastronomía, promoviendo una comprensión integral de los recursos marinos y su relevancia en la alta cocina.

## Premios y reconocimientos
- 2016: Mejor restaurante nuevo de Barcelona por Estimar, según la Guía Macarfi Rookie.
- 2018: OAD TOP 100 + Gourmet Casual Restaurant por Estimar Barcelona.
- 2019: TOP One Europe Gourmet Casual Restaurant por Estimar Barcelona.
- 2019: 2 Soles por Estimar Barcelona, según la Guía Repsol.
- 2021: Mejor restaurante del año por Estimar Madrid, según los Premios Metrópoli.
- 2022: Segundo mejor restaurante por Estimar Barcelona, según la Guía Macarfi.
- 2022: 2 Soles por Estimar Madrid, según la Guía Repsol.
- 2022: Cuarto mejor restaurante por Estimar Madrid, según la Guía Macarfi.
- 2022: 1 Sol por Casa Jondal,[7][8] según la Guía Repsol.
- 2022: Mejor Proyecto Gastronómico de Ibiza por Casa Jondal, según Face Food Mag.
- 2022: Restaurante del año por Amar[9] Barcelona, según Rookie.
- 2022: Mejor apertura del año por Amar[10][11][12][13] Barcelona, según la Guía Macarfi.
- 2022: Reconocimiento por su trayectoria gastronómica, por el Ayuntamiento de Alcalá.
- 2023: Gentleman Diamant de la Excelencia de la Asociación Española del Lujo.
- 2023: Mejor Restaurante Gastronómico de la Península Ibérica, otorgado por los Beyond Luxury Awards.
- 2023: Mejor menú asequible por Per Feina, según los Premios Fuera de Serie Gourmet.
- 2023: T de Oro por Casa Jondal, según Tapas Magazine de Baleares.
- 2024: Mejor restaurante de playa por Casa Jondal, según la revista White Ibiza.
- 2024: Recomendado Rural por la Guía Michelin.
- 2024: Mejor Jefe de Sala por Rafa Zafra,  según los XXI Premios Gastronómicos Metrópoli.
- 2024: Reconocimiento como Best Chef por la revista White Ibiza.
- 2024: 2 Cuchillos para Rafa Zafra,[14][15] según The Best Chef Awards.